# 矢鏢鱸
矢鏢鱸為輻鰭魚綱鱸形目鱸亞目河鱸科的其中一種，分布於美國肯塔基河上游及Cumberland河上游流域，體長可達12公分，棲息在岩石底質的溪流及水塘，屬肉食性，以水生昆蟲為食。